# Андрієнко Леонід Васильович
Леонід Васильович Андрієнко (1912, місто Гайсин, тепер Вінницької області — 1990, Київ) — український комсомольський і партійний діяч, завідувач сільськогосподарського відділу ЦК КПУ. Депутат Верховної Ради УРСР 4—7-го скликань. Кандидат у члени ЦК КПУ в 1956—1966 роках. Член ЦК КПУ в 1966—1971 роках.

## Біографія
Народився в родині службовця. Батько після Жовтневого перевороту працював головою революційного комітету і загинув від рук українських повстанців у 1920 році. З малих років Леонід Андрієнко виховувався у дитячому будинку, Потім, до 1926 року, навчався у семирічній школі, де вступив до комсомолу.
У 1926—1927 роках — технічний секретар Гранівського районного комітету КП(б)У на Вінниччині. У 1927—1930 роках — учень Уманської сільськогосподарської профшколи, здобув спеціальність техніка-рільника. У 1930 році працював дільничним агрономом Монастирищенської районної бурякоспілки на Вінниччині.
У 1930—1934 роках — студент Маслівського інституту селекції і насінництва імені Тімірязєва Київської області.
Після закінчення інституту, в 1934—1937 роках, працював науковим працівником на Льговській селекційній станції Курської області РРФСР.
У 1937—1939 роках — завідувач Льговського районного відділу народної освіти Курської області; завідувач відділу учнівської молоді Курського обласного комітету комсомолу (ВЛКСМ).
Член ВКП(б) з 1939 року.
У березні 1940 — грудні 1941 року — 1-й секретар Курського обласного комітету ВЛКСМ. Потім працював помічником начальника політичного управління Народного комісаріату землеробства СРСР із комсомольської роботи.
У 1942—1944 роках — 1-й секретар ЦК ЛКСМ Киргизії.
У 1944 — вересні 1949 року — відповідальний редактор української республіканської комсомольської газети «Сталинское племя».
У серпні 1949 — травні 1954 року — заступник завідувача сільськогосподарського відділу ЦК КП(б)У.
У травні 1954 — 1970 року — завідувач сільськогосподарського відділу ЦК КПУ.
Потім працював у Державному комітеті Ради Міністрів УРСР з охорони природи.

## Нагороди
- два ордени Леніна (28.10.1948, 26.02.1958)
- орден Трудового Червоного Прапора (22.03.1966)
- орден «Знак Пошани» (23.01.1948)
- ордени
- медаль «За доблесну працю у Великій Вітчизняній війні 1941—1945 рр.»
- медалі
- Почесна грамота Президії Верховної Ради Української РСР (1962)